# 斯特凡诺·潘塔诺
斯特凡诺·潘塔诺（義大利語：Stefano Pantano，1962年5月4日—），意大利击剑运动员。他曾代表意大利参加1988年和1992年夏季奥林匹克运动会击剑比赛，两届比赛均未能收获任何奖牌。